# Michael Kanhäuser
Michael Franz Kanhäuser, auch Michael Franziscus Kannhäuser; Kanheuser; Conheißer (getauft 26. September 1634 als Michäel Kanheuser in Falkenau an der Eger, Böhmen; begraben 7. April 1701 in Falkenau an der Eger), war ein deutscher Orgelbauer.

## Leben
Michael Kanhäuser war ein Sohn des gebürtigen Falkenauers Matthäus Kanhäuser (1596–1674), Bürger und Müllermeister auf der Schrottmühle, einer Wassermühle direkt am Lobsbach gelegen, und seiner am 22. November 1633 angetrauten Ehefrau Elisabeth Geyer (1612–1693) aus alteingesessener Falkenauer Bürgerfamilie.
Michael Franz Kanhäuser zog um 1650 hinauf ins Erzgebirge in das nahe der sächsischen Grenze gelegene St. Joachimsthal, um dort seine Lehre zu machen. Sein Lehrherr war Meister Jacob Schedlich (1591–1669), Orgelbauer, Organist, Schulmeister, Kantor und Bürgermeister. Schedlich hatte u. a. die Orgeln in Saaz, Komotau, Elbogen, Karlsbad, Eger, Graslitz, Oberwiesenthal, Wolkenstein, Plauen, Annaberg (St. Annen) geschaffen, war also ein angesehener Meister seines Fachs. Zur Lehre Kanhäusers gehörten nicht nur Orgelbau und Orgelspiel, sondern auch die Wartung der Kirchturmuhr.
Nach Abschluss der Lehr- und Wanderjahre wurde Kanhäuser als Organist nach Plan berufen, wo er bis Sommer 1662 nachweisbar ist. Ab 1664 ist er wieder in Falkenau an der Eger anzutreffen.

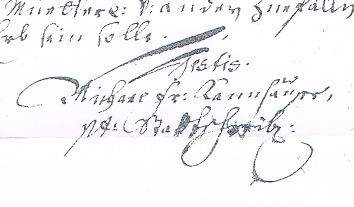
Unterschrift des Orgelmachers und Stadtschreibers Michael Kanhäuser von 1696

Dort war er nicht nur als ehrenwohlgeachteter ehrenvester und kunstreicher Herr, Organist und Orgelbauer tätig, sondern er führte in den 1690er Jahren auch als Stadtschreiber die Bücher des Rats der Stadt und der Stadtverwaltung. Er unterschrieb als Michael Fran. Kannhäuser, p.t. Stadtschreiber. Am 3. Oktober 1693 kaufte er für 600 Gulden von seinen Geschwistern seines verstorbenen Vaters Matthes Kanhäusers Haus in Falkenau am Ring, wo er 1701 verstarb.
Kanhäuser pflegte auch Beziehungen zur Oberpfalz: Siehe besonders bei den Werksangaben zu Pfreimd, Püchersreuth und den Eixlberg.

## Familie
Michael Franz Kanhäuser heiratete am 24. Januar 1655 in Plan, seine 19-jährige Braut Maria Salome Rabenstein (* 1635 in Plan) war eine Tochter des kunstreichen Herrn Hans Rabenstein, Münzschmiedemeister in Plan und Prag.
Aus dieser Ehe gingen mindestens elf Kinder hervor, von denen die folgenden vier Söhne ebenfalls Orgelbauer wurden:
- Johann Matthäus Kanhäuser (1664–1696), Orgelbauer in Falkenau an der Eger
- Michael Traugott Kanhäuser (* um 1667), Orgelbauer
- Franziscus Dominicus Kanhäuser (1672–1716), Orgelbauer in Falkenau an der Eger
- Johann Adam Kanhäuser (* 1678), Orgelbauer in Plan und Thumsenreuth[7]

Von den vier Söhnen finden sich Orgeln, die u. a. in Bergreichenstein und Bischofteinitz erhalten sind. In der dritten Generation führte Johann Franz Kannhäuser, ein Sohn Johann Adam Kanhäusers und seiner 1717 in Plan angetrauten Gattin Maria Clara Glaß (Tochter des Arztes Johann G. in Plan), die Orgelbauer-Werkstatt in Plan bis zu seinem Tode 1767 fort.

## Werkliste
| Jahr    | Ort                  | Gebäude                | Bild | Manuale | Register | Bemerkungen |
| ------- | -------------------- | ---------------------- | ---- | ------- | -------- | --- |
| 1663    | Mitterteich          | St. Jakobus der Ältere |      | I       | 5        | Positiv, nicht erhalten |
| 1665    | Pressath             | St. Georg              |      |         |          | nicht erhalten, 1764 Neubau Funtsch, Gehäuse erhalten. |
| 1666    | Kloster Speinshart   | Klosterkirche          |      |         |          | nicht erhalten, 1716 Neubau Purrucker, Gehäuse erhalten, darin Steinmeyer op. 2395 von 1996 (26/II/P) |
| 1666    | Waldmünchen          | St. Stephan            |      |         |          | nicht erhalten, 1977 Neubau Weise |
| 1676    | Brüx                 | Mariä Himmelfahrt      |      |         |          | Umbau 1675 (?). Bei mehreren Bränden wurde die Orgel zerstört. |
| um 1690 | Pfreimd              | Mariä Himmelfahrt      |      | II      | 16       | Gehäuse erhalten, darin 1969 Neubau Kloss (25/III/P). Pfreimd war Residenz der Grafen zu Leuchtenberg, die Besitzungen bei Elbogen (Eger) hatten. Dazu gehörte auch Falkenau, dort wirkte Kannhäuser. |
| 1692    | Püchersreuth         | St. Quirin             |      | I       | 8        | Eine Zuschreibung zu Kannhäuser konnte noch nicht durch Dokumente belegt werden. Püchersreuth gehörte zur Reichsgrafschaft Störnstein mit Sitz der von Lobkowitz in Neustadt an der Waldnaab. Eine Stiftung der Orgel durch Ferdinand August von Lobkowitz (enge Beziehungen nach Böhmen) wird vermutet. |
| 1701    | Eixlberg bei Pfreimd | St. Barbara            |      |         |          | Entwurf von 1701 (Kannhäusers Todesjahr), der Neubau von 1752 durch Andreas Weiß (10/I/P) ist erhalten. |
| 1705    | Thumsenreuth         |                        |      |         |          | nicht erhalten, Johann Adam Kannhäuser (Kraus) |
| 1718    | Furth im Wald        | Mariä Himmelfahrt      |      | I       | 10       | nicht erhalten, Johann Adam Kannhäuser. 1788 Neubau Andreas Weiß, Gehäuse erhalten |